# Jachiam Bifrun
Jachiam Bifrun (también llamado Giachem o Jacob) (Samedan, 8 de abril de 1506 - 13 de diciembre de 1572) fue un jurista suizo del cantón de los Grisones.
Es conocido por ser uno de los fundadores de la versión escrita de la lengua romanche y por haber publicado por cuenta propia la traducción en romanche del Nuevo Testamento.
Nació en Samedan en el seno de una familia rica. Estudió Derecho durante tres años en París aparte de estancias en Bâle y Zúrich. Se convirtió a la Reforma tras un encuentro con Zwinglio. Su traducción del Nuevo Testamento está basada en la traducción latina de Erasmo.

## Obras
- Fuorma (Poschiavo 1552)
- L’g Nuof Sainc Testamaint da nos Signer IESV CHRISTI. Prais our delg Lation & d’oters launguaux & huossa da noef mis in Arumaunsch, três IACHiam Bifrun d’Agnedina. Schquischo ilg an MDLX Biblia rhaetica (1560 probablemente en Basilea)
- Una cuorta & critiana forma da intraguidar la giuventüna & par lg prüm co e s’cognuoscha Deus & se d’vess. Alhura una declaratiun da la chredinscha Poschiavo (1560)